# 獣たちの熱い夜 ある帰還兵の記録
『獣たちの熱い夜 ある帰還兵の記録』（けものたちのあついよる あるきかんへいのきろく、原題：胡越的故事、英語題：The Story of Woo Viet）は1981年の香港映画。ベトナム難民を題材としたアン・ホイ監督の社会派青春映画。邦題には「帰還兵」とあるが、ベトナム帰還兵は登場しない。
日本では劇場未公開で、香港ニューシネマフェス'89で『胡越的故事』の邦題で上映された後、『獣たちの熱い夜 ある帰還兵の記録』の邦題でビデオ化・DVD化された。

## キャスト
- ウー・ユー：チョウ・ユンファ
- サム・チン：チェリー・チャン
- ラップ・クワン：コラ・ミャオ
- ：ロー・リエ

## スタッフ
- 監督：アン・ホイ
- 製作：ビッキー・リーリャン、テディ・ロビン
- 脚本：アルフレッド・チョン、邱剛健
- 撮影：ビル・ウォン
- 音楽：ヴァイオレット・ラム